# H.G. Wells
Herbert George Wells, född 21 september 1866 i Bromley i sydöstra London, död 13 augusti 1946 i London, var en brittisk science fiction-författare samt framstående medlem av the Fabian Society. 

## Biografi
Wells växte upp i en familj där fadern var mindre lyckosam butiksägare och modern hushållerska. Av ekonomiska skäl blev Wells tvungen att lämna skolan och blev i stället lärling hos en textilhandlare. Wells lyckades trots det att studera vidare och fick ett stipendium till Normal School of Science i London. Där hade han T.H. Huxley som biologilärare. Denne stred tappert för Darwins idéer. Efter skolan arbetade Wells först som lärare, men övergick sedan till att skriva, speciellt om sådant som han fann intressant exempelvis: pedagogik, sociala frågor, vetenskap och kvinnans frigörelse.
Han var gift två gånger och hade även andra relationer med kvinnor som var framträdande i olika sammanhang. En av dem var Rebecca West. Han var uttalad antinazist och skrev 1933 The Shape of Things to Come som en varning för fascismen..
Wells är inte kanoniserad av det litteraturvetenskapliga etablissemanget. Däremot författade han flera romaner som betraktas som klassiska; den kanske mest kända är Tidmaskinen 1895, där en uppfinnare reser framåt i tiden och upplever ett samhälle där den mänskliga arten delats i två. Boken angriper både det existerande klassamhället, samtidigt som det visar på behovet av mänskliga drivkrafter för att åstadkomma utveckling. Tidmaskinen är Wells debutroman och kom att ge Wells ett genomslag som författare. Boken anses vara en av de första och mest betydelsefulla science fictionromanerna som behandlar ämnen som vetenskap och sociala grundtankar.
I Den osynlige mannen gör Wells ett levande porträtt av de mänskliga problem det kan föra med sig att vara osynlig.
Världarnas krig är en av de tidigaste böckerna som handlar om att utomjordingar anfaller jorden. År 1938 sände CBS en radiodramatisering av boken under ledning av Orson Welles. Dramatiseringen var upplagd så att föregivet ordinära radioprogram avbröts av påhittade nyhetsrapporter om det utomjordiska anfallet, vilket kunde ge dem, som inte förstod att det rörde sig om en pjäs, intrycket att det handlade om verkliga nyheter. Panik uppstod då en del av lyssnarna trodde att det rörde sig om ett riktigt anfall. Det är okänt hur många dessa lyssnare var. Nyhetsmedia överdrev panikens omfång.
Mellan 1933 och 1946 var Wells ordförande i den internationella PEN-klubben. Essäistiska verk av honom om världshistoria, krig och fredssamarbete brändes under bokbålen i Nazityskland 1933.

### Romaner
- The Time Machine (1895)
  - Tidmaskinen (översättning Wendela Leffler, Svenska andelsförlaget, 1923)
  - Tidmaskinen (översättning Kjell Ekström & Sam J. Lundwall, Delta, 1976)
  - Tidsmaskinen (översättning Oskar Källner, Fafner förlag, 2017)
  - Tidsmaskinen (översättning Christian Ekvall, Bakhåll, 2023)
- The Wonderful Visit (1895)
  - Den underbara resan (översättning Ernst Grafström, Holmquist, 1916)
- The Island of Doctor Moreau (1896)
  - Doktor Moreaus ö (översättning Ernst Grafström, Natur och kultur, 1944). Ingår i: Modern världslitteratur. 14
  - Doktor Moreaus ö (översättning Roland Adlerberth, Delta,1976)
- The Wheels of Chance (1896)
  - Herr Hoopdrivers semester (översättning Ulla Rudebeck, Hökerberg, 1920)
- The Invisible Man (1897)
  - Den osynlige mannen (översättning Nils Victorin, Nordiska förlaget, 1914)
  - Den osynlige mannen (översättning Ingrid Ekman Nordgaard, Natur och kultur, 1952)
  - Den osynlige mannen (översättning Christian Ekvall, Bakhåll, 2025)
- The War of the Worlds (1898)
  - Världarnas krig (anonym översättning?, Bonniers, 1906)
  - Planeternas kamp: världarnas krig (översättning John Tuneld, Världslitteraturen, 1930)
  - Världarnas krig (översättning Gertrud Hallvig, Natur och kultur, 1952)
- When the Sleeper Wakes (1899)
  - När den sofvande vaknar (översättning L.I., Helsingfors, 1908)
- Love and Mr Lewisham (1900)
  - Herr Lewisham och kärleken (översättning T. Hilding Svartengren, Svenska andelsförlaget, 1920)
  - Herr Lewisham och kärleken (anonym översättning?, Världslitteraturen, 1931)
  - Mr Lewisham och kärleken (översättning Josef Almqvist, B. Wahlström, 1948)
- The First Men in the Moon (1901)
  - Månpiraterna (översättning Wendela Leffler, Svenska andelsförlaget, 1925)
  - Första männen på månen (översättning Josef Almqvist, B. Wahlström, 1952)
  - Den första färden till månen (översättning Harry Järv, Natur och kultur, 1954)
- The Sea Lady (1902)
  - Sjöjungfrun (anonym översättning, Åbo Underrättelser, 1907)
  - Sjöjungfrun  (översättning E. Svanberg, Holmquist, 1918)
- The Food of the Gods and How It Came to Earth (1904)
  - Gudarnas föda (översättning Dagny Henschen och Hilda Holmberg, Natur och kultur, 1952)
- Kipps (1905)
  - Kipps (översättning Gösta Olzon, Åhlén & söner, 1936)
  - Kipps (översättning Axel Essén, Saxon & Lindström, 1943)
- A Modern Utopia (1905)
- In the Days of the Comet (1906)
- The War in the Air (1908)
- Tono-Bungay (1909)
  - Tono-Bungay (översättning M. Drangel, Bonnier, 1912)
- Ann Veronica (1909)
  - Ann Veronica: nutidsroman (anonym översättning?, Bonnier, 1910)
  - Ann Veronica: tidsroman (översättning Arnold Åkesson, B. Wahlström, 1948)
- The History of Mr Polly (1910)
  - Mr Pollys historia (översättning Thomas Warburton, Tiden, 1960)
- The Sleeper Awakes (1910) – reviderad utgåva av When the Sleeper Wakes (1899)
- The New Machiavelli (1911)
  - En modern Machiavelli (översättning Ester Brisman, Norstedt, 1918-1919)
- Marriage (1912)
  - Gift folk (översättning Karin Lidforss-Jensen, Svenska andelsförlaget, 1920)
- The Passionate Friends (1913)
  - The Wife of Sir Isaac Harman (1914)
- The World Set Free (1914)
  - Hur världen blev fri: en berättelse om människosläktet (översättning Otto Lundh, Norstedt, 1918)
- Bealby: A Holiday (1915)
  - En tjuvpojke på äventyr (anonym översättning?, Svenska andelsförlaget, 1918)
  - Ett sommaräventyr (översättning Gabrielle Ringertz, Billow, 1929)
- Boon (1915)
- The Research Magnificent (1915)
- Mr Britling Sees It Through (1916)
  - Mr Britling kommer till klarhet (översättning Bernhard Karlgren och Karl Michaëlsson, Svenska andelsförlaget, 1917)
- The Soul of a Bishop (1917)
  - En biskops själ: en roman (med en liten smula kärlek i) om samvete och religion och livets verkliga bekymmer (översättning Wulff Fürstenberg, Svenska andelsförlaget, 1918)
- Joan and Peter: The Story of an Education (1918)
- The Undying Fire (1919)
  - Den odödliga elden: en nutidsroman (översättning Gösta Gideon Molin, Svenska andelsförlaget, 1919)
- The Secret Places of the Heart (1922)
  - Hjärtats lönnliga vrår (översättning Knut Stubbendorff och E. Björk, Svenska andelsförlaget, 1922)
- Men Like Gods (1923)
- The Dream (1924)
  - Drömmen (översättning Pauline Sandler, Bonnier, 1926)
- Christina Alberta's Father (1925)
  - Christina Albertas fader (översättning Pauline Sandler, Bonnier, 1928)
- The World of William Clissold (1926)
  - William Clissolds värld: ett nytt slags roman (anonym översättning, Bonnier, 1927)
- Meanwhile (1927)
- Mr. Blettsworthy on Rampole Island (1928)
- The Autocracy of Mr. Parham (1930)
- The Bulpington of Blup (1932)
  - Theodore flyr från vardagen (översättning Gösta Gideon Molin och Hanna Diedrichs, Natur och kultur, 1934)
- The Shape of Things to Come (1933)
  - Tider skola komma ... (översättning Thure Nyman, Bonnier, 1936)
  - Kommande dagar (översättning: Sam J. Lundwall, Lundwall Fakta & fantasi, 1987)
- The Croquet Player (1936)
  - Krocketspelaren (översättning Sigfrid Siwertz, Bonnier, 1938)
  - Krocketspelaren (översättning Sam J. Lundwall, Lundwall Fakta & fantasi, 1990)
- Brynhild (1937)
  - Brynhild (översättning Gösta Olzon, Bonnier, 1939)
- Star Begotten (1937)
  - Stjärnornas barn : en biologisk fantasi (översättning Gösta Olzon, Bonnier, 1939)
- The Camford Visitation (1937)
- Apropos of Dolores (1938)
- The Brothers (1938)
  - Bröderna : en berättelse (översättning Gurli Hertzman-Ericson, Bonnier, 1938)
- The Holy Terror (1939)
- Babes in the Darkling Wood (1940)
- All Aboard for Ararat (1940)
- You Can't Be Too Careful (1941)

### Novellsamlingar på svenska
- Den stulna bacillen och andra berättelser (översättning J. R-n, Beijer, 1897)  (The stolen bacillus and other stories)
- Den stulna bacillen och andra berättelser (översättning av Enny, Nordiska förlaget, 1911) (The stolen bacillus and other stories)
- Tidmaskinen och andra berättelser (anonym översättning?, Natur och kultur, 1952)
- De blindas rike och andra berättelser översättning Margareta Åstrand [m.fl.], Natur och kultur, 1952)
- I avgrunden och andra noveller (översättning Erik Carlquist, h:ström, 2006)

### Fackböcker (svenska översättningar)
- Naturvetenskaplig humor (anonym översättning, Stockholm, 1896)
- Nya världar i stället för de gamla (översättning Ebba Atterbom, Geber, 1910) (New Worlds for Old, 1908)
- Funderingar över skodon (översättning Ture Nerman, Tiden, 1915) (This Misery of Boots, 1907)
- Gud, den osynlige konungen (översättning Karl Michaelsson, Svenska andelsförlaget, 1917) (God the Invisible King, 1917)
- Världsfreden som kommer: de fria nationernas förbund (översättning T. Hilding Svartengren, Svenska andelsförlaget, 1918)
- Amerika och framtiden: en upptäcktsfärd till realiteternas land (översättning Eva Fogelqvist, Svenska andelsförlaget, 1919) (The Future in America, 1906)
- Ryssland i skymning (översättning Axel Claëson, Svenska andelsförlaget, 1921) (Russia in the Shadows, 1920)
- Wells' världshistoria: en översikt av livets och mänsklighetens utveckling (översättning Ivar och Eva G. Lagerwall, Natur och kultur, 1923) (A Short History of the World[5], 1922)
- En stor lärares liv och gärning och ett undervisningsprogram för samtid och framtid (anonym översättning?, Natur och kultur, 1924) (The Story of a Great Schoolmaster: Being a Plain Account of the Life and Ideas of Sanderson of Oundle, 1924)
- Livets under (svenska upplagan redigerad av Bertil Hanström, Natur och kultur, 1935) (tillsammans med Julian S. Huxley and G. P. Wells) (The Science of Life, 1930)
- Försök till självbiografi : en genomsnittsbegåvnings iakttagelser och slutsatser (översättning Torsten Nordström, Bonnier, 1935-1936) (Experiment in autobiography, 1934)
- Slå vakt om freden! (anonym översättning?, A. Holmström, 1936)